# Akmensrags
Akmensrags este o arie protejată (arie specială de conservare — SAC, sit de importanță comunitară — SCI, arie de protecție specială avifaunistică — SPA) din Letonia întinsă pe o suprafață de 25.828,61 ha, integral marine.

## Localizare
Centrul sitului Akmensrags este situat la coordonatele 56°46′45″N 21°00′08″E / 56.7791°N 21.0023°E.

## Înființare
Situl Akmensrags a fost declarat arie de protecție specială avifaunistică în ianuarie 2010 pentru a proteja 25 de specii de animale. Alte tipuri de protecție:
- sit de importanță comunitară (în decembrie 2008)
- arie specială de conservare (în ianuarie 2010)[1][3][4]

## Biodiversitate
Situată în ecoregiunea boreală, aria protejată conține 1 habitat natural: Recifuri.
La baza desemnării sitului se află mai multe specii protejate de  păsări (25): alca (Alca torda), rață-cu-cap-castaniu (Aythya ferina), rața moțată (Aythya fuligula), Aythya marila, Bucephala clangula, Cepphus grylle, Clangula hyemalis, lebădă de iarnă (Cygnus cygnus), lebădă de vară (Cygnus olor), cufundar polar (Gavia arctica), cufundar mic (Gavia stellata), codalb (Haliaeetus albicilla), pescăruș mic (Larus minutus), pescăruș râzător (Larus ridibundus), rață catifelată (Melanitta fusca), rață neagră (Melanitta nigra), ferestraș mic (Mergus albellus), ferestrașul mare (Mergus merganser), Mergus serrator, cormoran mare (Phalacrocorax carbo), corcodel mare (Podiceps cristatus), pescăriță mare (Sterna caspia), chiră de baltă (Sterna hirundo), Sterna paradisaea, chiră de mare (Sterna sandvicensis)
Pe lângă speciile protejate, pe teritoriul sitului au mai fost identificate 6 specii de păsări.